# Plecoptera siderogramma
Espèce
Plecoptera siderogramma est une espèce de lépidoptères (papillons) de la famille des Erebidae et de la sous-famille des Anobinae.
Cette espèce vit à Taïwan.